# 道氏
道氏（みちうじ）は、「道」を氏の名とする氏族。阿倍氏の同系氏族。本拠地は加賀国石川郡味知郷（現在の石川県白山市鶴来町付近）とする説が有力である。姓は君あるいは公。

## 概要
『新撰姓氏録』「右京皇別」によると、「道公」は「大彦命孫彦屋主田心命之後也」とあり、かつての越国の国造であったと思われる。『日本書紀』巻第四孝元天皇7年2月の記事によると、阿倍臣・膳臣・阿閉臣・狭狭貴山君・筑紫国造・越国造・伊賀臣の始祖とされており、『先代旧事本紀』「国造本紀」によると、「高志国造は志賀高穴穂朝（成務天皇）の御世に、阿閉臣(あべのおみ)の祖・屋主田心（やぬしたごころのみこと）の3世孫である市入命（いちいりのみこと）を国造に定められた」とある。
本貫については加賀国石川郡味知郷とする説が有力であったが、「道」とは地名ではなく、白山信仰の司祭権・禅定道を掌握したものであり、現在の金沢市北郊であるとする説もある。
一族には、『書紀』、欽明天皇31年（570年）に、「天皇」と詐称して高句麗の使者の調を騙し取ったとされる「道君」、天智天皇の宮人で、志貴皇子の母親である道君伊羅都売（いらつめ）、『大宝律令』の撰定にも参加した道首名らがいる。
道君（公）は、8世紀には越前国加賀郡（現在の石川県河北郡と金沢市の一部）の郡司となり、中央の官僚をつとめた一族は枝族とされている。越中国・若狭国・佐渡国・出羽国などにも一族が存在していた。
『続日本後紀』によると、承和2年（835年）に左京の人で遣唐史生で、首名の孫に当たる道公広持、左京の人道公安野がともに当道（まさみち）朝臣を賜氏姓されたとある。